# Pincel de tinta

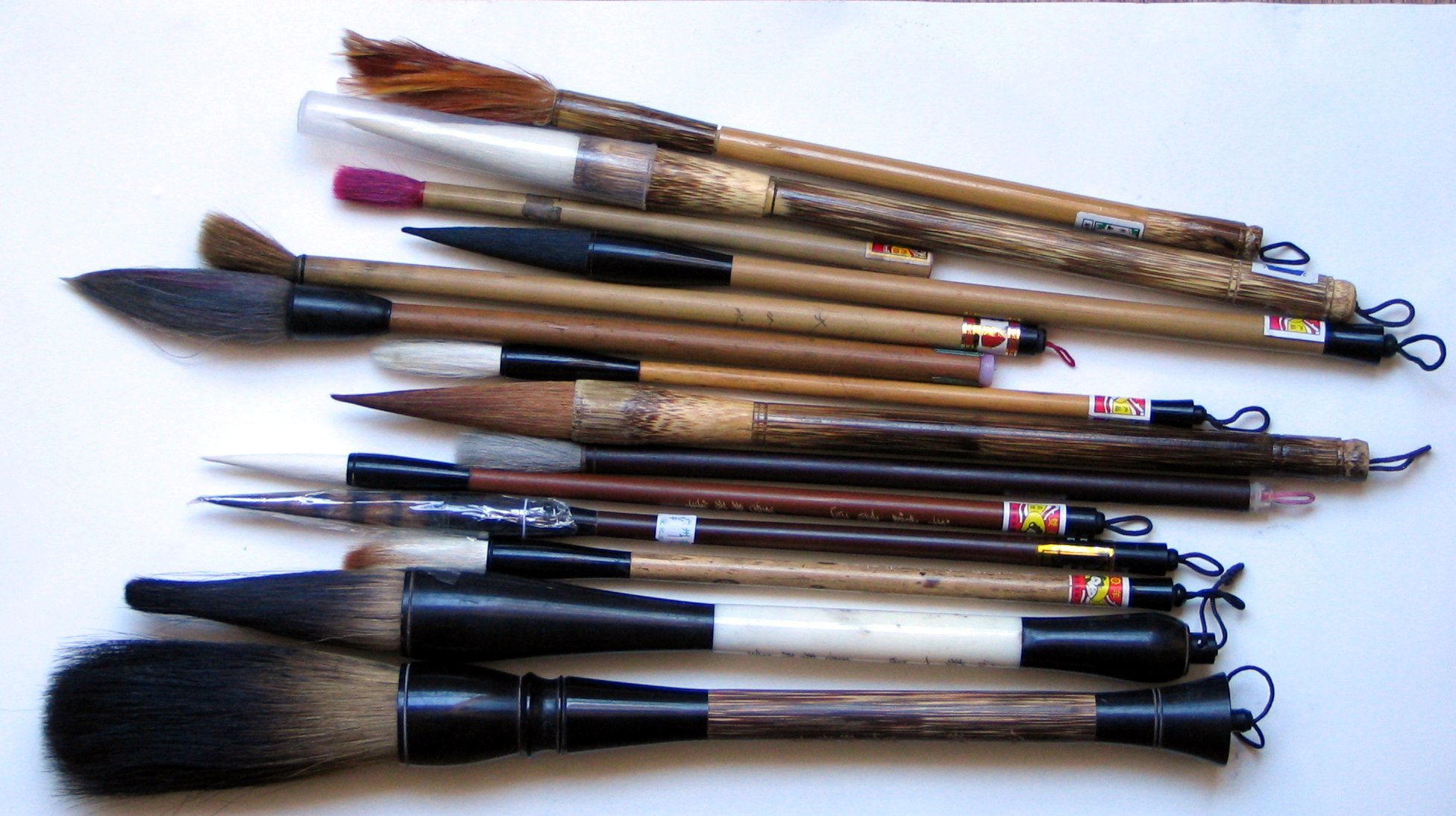
Pincéis de vários tamanhos de tipos de pelos, incluindo um com penas de galinha no topo

O pincel de tinta (chinês tradicional: 毛筆; chinês simplificado: 毛笔; pinyin: máo bǐ; japonês: 筆; rōmaji: fude; coreano: 붓/筆; romaja: pil; vietnamita: bút) é uma ferramenta de escrita, inventado na China por volta de 300 a.C., usado na caligrafia oriental, como a: chinesa, japonesa, coreana e vietnamita, que têm raízes na caligrafia chinesa. Também são usados na pintura chinesa e outros estilos de pintura a pincel.
O pincel com o pistilo de pedra, o sumi e o papel Xuan, são objetos de escrita que formam os Quatro Tesouros do Escritório.

## Tipos
Os pincéis variam muito em termos de tamanho, textura, material e preço. O tipo de pelo também varia conforme a necessidade, uma vez que cada tipo é mais adequado a determinados tipos de escrita que outros.

## História
O mais antigo pincel de tinta intacto foi encontrado em 1954 no túmulo de um cidadão Chu do Período dos Estados Combatentes (475 – 221 a.C.) situado no sítio arqueológico Zuo Gong Shan 15 próximo a Changsha (長沙). Esse pincel de tinta primitivo tinha haste em madeira e um tubo de bambu segurando o chumaço de pelos para a haste.
Traços do uso dos pincéis de tinta, no entanto, foram descobertos nos jades da era Shang, chegando-se a sugerir que fossem a origem da escrita em ossos oraculares.

## Galeria

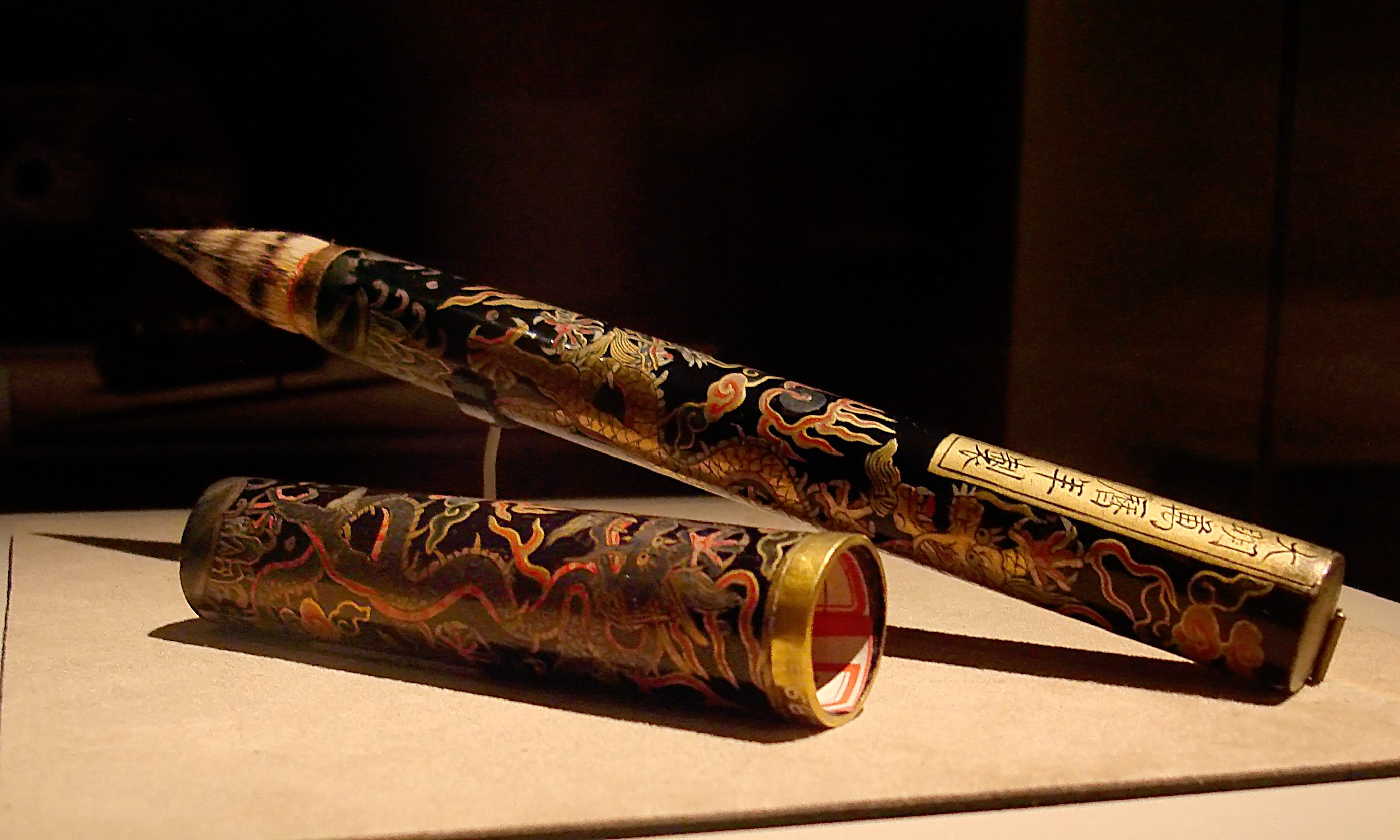
Pincel de tinta com o estilo de dragão dourado, usado pelo Imperador Wanli (1563-1620).
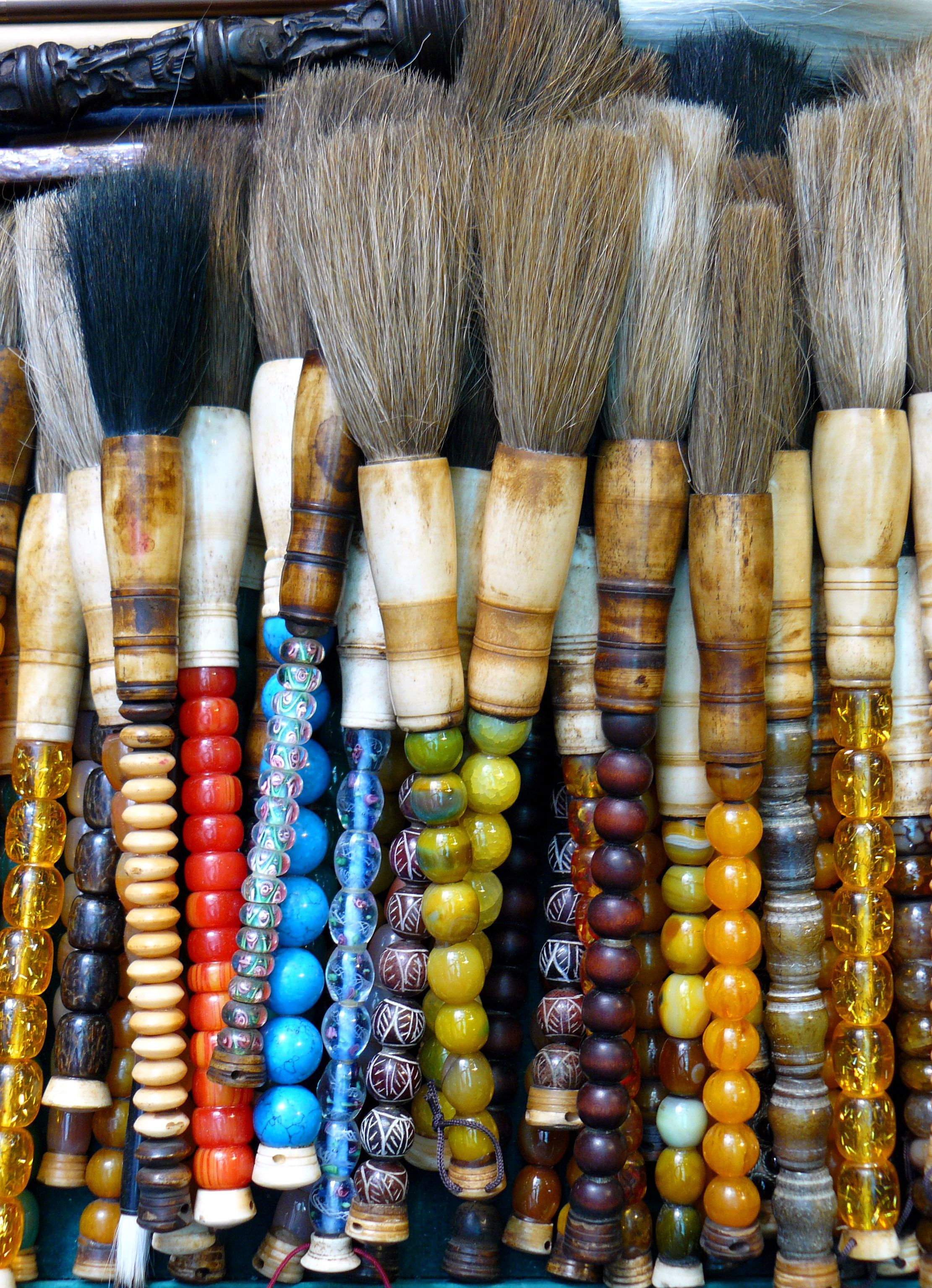
Pincéis de tinta de vários tamanhos e materiais à venda